# Cassandra Clare
Judith Lewis (nascida Rumelt; Teerã, 27 de Julho de 1973), mais conhecida pelo pseudônimo Cassandra Clare, é uma escritora norte-americana, conhecida por escrever a série de livros Os Instrumentos Mortais. Autora best-seller, até 2016 ela havia vendido mais de 1,6 milhão de livros no Brasil e 36 milhões no mundo todo.

## Vida pessoal
Cassandra Clare é filha de pais norte-americanos, nascida em Teerã, no Irã. Passou grande parte de sua infância viajando pelo mundo com sua família. Viveu na França, Inglaterra e Suíça antes de completar dez anos de idade. Com as frequentes mudanças de sua família, Clare encontrou familiaridade nos livros de fantasia e sempre encontrava-se com um debaixo do braço, incluindo As Crônicas de Nárnia. Estudou em um colégio de Los Angeles, onde ela costumava escrever histórias para divertir seus colegas, incluindo um romance épico chamado "The Beautiful Cassandra", baseado na história homônimo de Jane Austen.
Após a faculdade, Clare começou a trabalhar em inúmeras revistas de entretenimento e tabloides, incluindo The Hollywood Reporter. Mesmo tendo nascido em um país com predominância muçulmana, ela foi criada como judia e incluiu um personagem judeu na sua principal série.
Cassandra também é a mais famosa escritora de fanfics de Harry Potter e Senhor dos Anéis. Ela também é amiga da escritora Holly Black, e seus livros ocasionalmente se coincidem, com Clare mencionando personagens dos livros de Black e vice-versa.
O livro favorito de Cassandra é O Senhor dos Anéis e a autora favorita dela é Jane Austen. Ela mora atualmente em Amherst, Massachusetts, com seu marido, Joshua Lewis, e três gatos.

## Controvérsias

### Plágio
Em 2016, Sherrilyn Kenyon, uma escritora que diz ter trabalhado com Cassandra Clare, acusou a escritora de plágio. Ela entrou com um processo na justiça alegando que o conteúdo da saga Os Instrumentos Mortais, seria uma cópia. Em 1998, Kenyon havia lançado uma série de livros que abordava basicamente o mesmo tema central explorado nas Crônicas dos Caçadores de Sombras; Cassandra diz que nunca trabalhou com a requerente.

### Homossexualidade
Ela declarou que algumas editoras rejeitaram publicar sua série best-seller de livros, por nela conter um relacionamento homossexual entre dois personagens principais. Ela disseː
Se os editores estão colocando obstáculos para uma representação mais ampla das diferentes partes da sociedade, então precisamos nos esforçar mais, para escrever livros sobre elas.
Em uma entrevista recente, Clare contou que teve dificuldades em lidar com showrunners da série Shadowhunters. Eles afirmaram que não queriam um personagem gay contracenando com outro homem, portanto criaram a personagem Lydia para ser seu par romântico.

## SérieOs Instrumentos Mortais

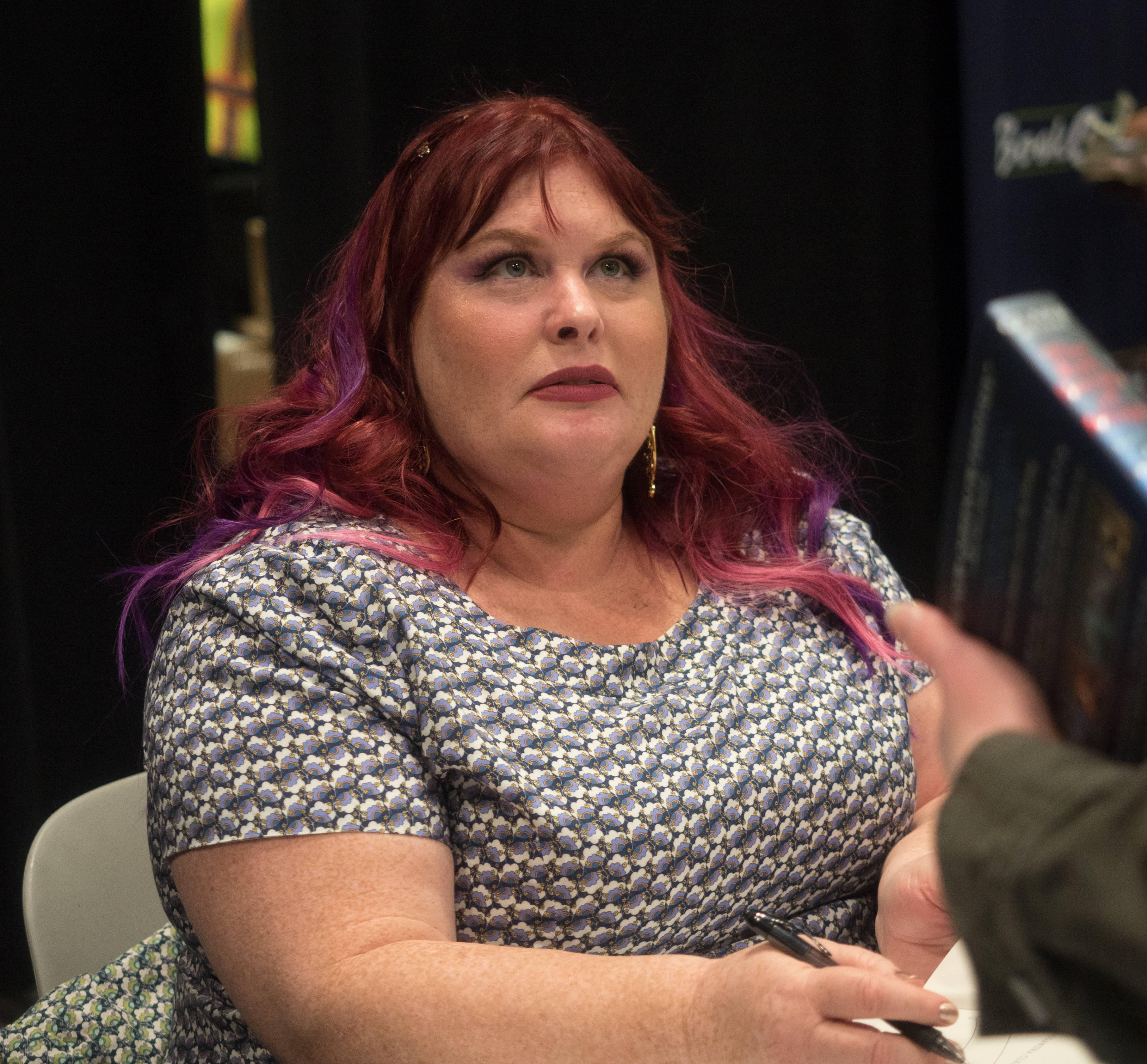
Clare na BookCon em 2019

Em 2004, Clare começou a trabalhar em seu primeiro romance, City of Bones, inspirado na paisagem urbana de Manhattan. City of Bones foi lançado pela editora Simon & Schuster em 2007, tendo sua estreia no Brasil em 2010 pela Galera Record com o título Cidade dos Ossos, e em Portugal em 2009, com o título A Cidade dos Ossos, pela Editorial Planeta. Ele virou best-seller do New York Times logo após seu lançamento.
O primeiro livro de Os Instrumentos Mortais foi transformado em um filme, Os Instrumentos Mortais: Cidade dos Ossos (2013), pela Unique Features e Constantin Film. A escritora estreante Jessica Postigo escreveu o roteiro. Lily Collins interpretou Clary Fray e Jamie Campbell Bower interpretou Jace Wayland.
Depois de um desempenho de bilheteria decepcionante, os filmes subsequentes da série foram cancelados. Uma adaptação para a televisão de Os Instrumentos Mortais chamada Shadowhunters: The Mortal Instruments começou a ser exibida em janeiro de 2016. Foi cancelada após a terceira temporada.

## As Peças Infernais
Em 2009, Clare também anunciou uma nova trilogia conjunta, The Infernal Devices (As Peças Infernais no Brasil e Caçadores de Sombras: As Origens em Portugal), situado no mesmo universo que Instrumentos Mortais, mas na era vitoriana. Esta consiste em três livros: Clockwork Angel (Anjo Mecânico no Brasil e em Portugal), publicado em 31 de agosto de 2010, Clockwork Prince (Príncipe Mecânico no Brasil em Portugal), publicado em 6 de dezembro de 2011, e Clockwork Princess (Princesa Mecânica no Brasil em Portugal), publicado em 19 de março de 2013.

## Os Artifícios das Trevas
Em março de 2016, Cassandra lançou sua segunda trilogia, chamada The Dark Artificies, traduzido no Brasil como Os Artifícios das Trevas e em Portugal como Os Artifícios Negros. O primeiro livro da trilogia, Lady Midnight (ou Dama da Meia-Noite no Brasil), se passa no universo dos caçadores de sombras, porém 5 anos depois do final da série anterior, Os Instrumentos Mortais. Além disso, a história acontece em Los Angeles. A trilogia ainda é composta pelo segundo livro, Lord of Shadows (Senhor das Sombras no Brasil e O Senhor das Sombras em Portugal) e Queen of Air and Darkness (Rainha do Ar e da Escuridão no Brasil e Rainha do Ar e das Trevas em Portugal). No Brasil, a trilogia também foi publicada pela Galera Record e em Portugal pela Editorial Planeta.

### Crônicas dos Caçadores de Sombras

#### Os Instrumentos Mortais
| Publicação | Título                | Título no Brasil          | Lançamento no Brasil | Título em Portugal          | Lançamento em Portugal |
| ---------- | --------------------- | ------------------------- | -------------------- | --------------------------- | ---------------------- |
| 27/03/2007 | City of Bones         | Cidade dos Ossos          | 08/2010              | A Cidade dos Ossos          | 10/2009                |
| 28/03/2008 | City of Ashes         | Cidade das Cinzas         | 04/2011              | A Cidade das Cinzas         | 02/2010                |
| 24/03/2009 | City of Glass         | Cidade de Vidro           | 10/2011              | A Cidade de Vidro           | 06/2010                |
| 05/04/2011 | City of Fallen Angels | Cidade dos Anjos Caídos   | 09/2012              | A Cidade dos Anjos Caídos   | 03/2012                |
| 08/05/2012 | City of Lost Souls    | Cidade das Almas Perdidas | 06/2013              | A Cidade das Almas Perdidas | 09/2012                |
| 27/05/2014 | City of Heavenly Fire | Cidade do Fogo Celestial  | 06/2014              | A Cidade do Fogo Celestial  | 11/2014                |

#### Graphic novels deOs Instrumentos Mortais
Arte por Cassandra Jean.
- The Mortal Instruments: The Graphic Novel, Vol. 1 (7 de novembro de 2017)
- The Mortal Instruments: The Graphic Novel, Vol. 2 (30 de outubro de 2018)
- The Mortal Instruments: The Graphic Novel, Vol. 3 (29 de outubro de 2019)
- The Mortal Instruments: The Graphic Novel, Vol. 4 (17 de novembro de 2019)

#### Livro de colorir deOs Instrumentos Mortais
- The Official Mortal Instruments Coloring Book (ilustrado por Cassandra Jean) (25 de abril de 2017)

#### As Peças Infernais
| Publicação | Título             | Título no Brasil  | Lançamento no Brasil | Título em Portugal | Lançamento em Portugal |
| ---------- | ------------------ | ----------------- | -------------------- | ------------------ | ---------------------- |
| 31/08/2010 | Clockwork Angel    | Anjo Mecânico     | 04/2012              | Anjo Mecânico      | 12/2010                |
| 06/12/2011 | Clockwork Prince   | Príncipe Mecânico | 03/2013              | Príncipe Mecânico  | 02/2013                |
| 19/03/2013 | Clockwork Princess | Princesa Mecânica | 11/2013              | Princesa Mecânica  | 10/2013                |

#### Graphic novels deAs Peças Infernais
Artr por HyeKyung Baek.
- The Infernal Devices: Clockwork Angel, Volume 1 (10 de outubro de 2012)
- The Infernal Devices: Clockwork Prince, Volume 2 (30 de setembro de 2013)
- The Infernal Devices: Clockwork Princess, Volume 3 (22 de julho de 2014)

#### Os Artifícios das Trevas
| Publicação | Título                    | Título no Brasil            | Lançamento no Brasil | Título em Portugal        | Lançamento em Portugal |
| ---------- | ------------------------- | --------------------------- | -------------------- | ------------------------- | ---------------------- |
| 08/03/2016 | Lady Midnight             | Dama da Meia-Noite          | 21/03/2016           | Lady Midnight             | 11/2016                |
| 2017       | Lord of Shadows           | Senhor das Sombras          | 10/08/2017           | O Senhor das Sombras      | 11/2017                |
| 2018       | Queen of Air and Darkness | Rainha do Ar e da Escuridão | 20/02/2019           | Rainha do Ar e das Trevas | 07/2019                |

Em 2022 foi lançado o box especial com capas originais do Brasil pela Galera Record.

#### As Maldições Ancestrais
Esta série foi escrita em co-autoria com Wesley Chu.
| Publicação | Título                       | Título no Brasil                  | Lançamento no Brasil | Título em Portugal | Lançamento em Portugal |
| ---------- | ---------------------------- | --------------------------------- | -------------------- | ------------------ | ---------------------- |
| 09/03/2019 | The Red Scrolls Of Magic     | Os Pergaminhos Vermelhos da Magia | 04/12/2019           | -                  | -                      |
| 01/09/2020 | The Lost Book of White       | O Livro Branco Perdido            | 19/04/2021           | -                  | -                      |
| TBA        | The Black Volume of the Dead | O Volume Negro dos Mortos         | -                    | -                  | -                      |

##### As Últimas Horas
| Publicação | Título          | Título no Brasil     | Lançamento no Brasil | Título em Portugal | Lançamento em Portugal |
| ---------- | --------------- | -------------------- | -------------------- | ------------------ | ---------------------- |
| 03/03/2020 | Chain of Gold   | Corrente de Ouro     | 02/11/2020           | Corrente de Ouro   | 06/2022                |
| 02/03/2021 | Chain of Iron   | Corrente de Ferro    | 12/03/2021           | Corrente de Ferro  | 05/2023                |
|            | Chain of Thorns | Corrente de Espinhos | -                    | -                  | -                      |

#### The Wicked Powers
- Livro sem título 1
- Livro sem título 2
- Livro sem título 3

#### Livros complementares
| Publicação | Título                                                       | Título no Brasil                                                  | Lançamento no Brasil | Título em Portugal  | Lançamento em Portugal |
| ---------- | ------------------------------------------------------------ | ----------------------------------------------------------------- | -------------------- | ------------------- | ---------------------- |
| 29/01/2013 | Shadowhunters and Downworlders: A Mortal Instruments Reader  | -                                                                 | -                    | -                   | -                      |
| 2013       | The Shadowhunter's Codex                                     | O Códex dos Caçadores de Sombras                                  | 2013                 | -                   | -                      |
| 11/11/2014 | The Bane Chronicles                                          | As Crônicas de Bane                                               | 11/2014              | As Crónicas de Bane | 11/2015                |
| 18/02/2016 | A History of Notable Shadowhunters and Denizens of Downworld | Uma História de Notáveis Caçadores de Sombras e Seres do Submundo | 10/11/2016           | -                   | -                      |
| 15/11/2016 | Tales From The Shadowhunters Academy                         | Contos da Academia dos Caçadores de Sombras                       | 08/02/2017           | -                   | -                      |
| 04/06/2019 | Ghosts of The Shadow Market                                  | Fantasmas do Mercado de Sombras                                   | 23/09/2019           | -                   | -                      |

### Série Magisterium
Esta série foi escrita com Holly Black.
E ganhou nova edição, com novas capas e em um box em 2021, no Brasil, pela editora Galera Junior/Galera Record (Selo do grupo editorial Record).
| Publicação | Título              | Título no Brasil   | Lançamento no Brasil | Título em Portugal | Lançamento em Portugal |
| ---------- | ------------------- | ------------------ | -------------------- | ------------------ | ---------------------- |
| 09/09/2014 | The Iron Trial      | O Desafio de Ferro | 09/09/2014           | A Prova do Ferro   | 10/2014                |
| 01/09/2015 | The Copper Gauntlet | A Luva de Cobre    | 22/09/2015           | A Manopla de Cobre | 11/2015                |
| 30/08/2016 | The Bronze Key      | A Chave de Bronze  | 01/11/2016           | A Chave de Bronze  | 11/2016                |
| 10/10/2017 | The Silver Mask     | A Máscara de Prata | 10/11/2017           | -                  | -                      |
| 11/09/2018 | The Golden Tower    | A Torre de Ouro    | 03/06/2019           | -                  | -                      |

### Série Sword Catcher
- Sword Catcher (TBA 2023)
- The Ragpicker King (TBA)

### Contos
| Publicação | Título |
| ---------- | --- |
| 2005       | "The Girl's Guide to Defeating the Dark Lord", Turn the Other Chick                                                   |
| 2007       | "Charming", So Fey |
| 2008       | "Graffiti", Magic in the Mirrorstone                                                                                  |
| 2009       | "Other Boys", The Eternal Kiss                                                                                        |
| 2009       | "The Mirror House", Vacations from Hell                                                                               |
| 2010       | "I Never", Geektastic                                                                                                 |
| 2010       | Cold Hands", ZVU: Zombies Versus Unicorns                                                                             |
| 2011       | "The Perfect Dinner Party" (com Holly Black), Teeth: Vampire Tales                                                    |
| 2011       | "The Rowan Gentleman" (com Holly Black), Welcome to Bordertown                                                        |
| 2014       | "Sisters Before Misters" (com Sarah Rees Brennan e Holly Black), Dark Duets: All-New Tales of Horror and Dark Fantasy |

### Fan fictions
| Título                                                                                  |
| --------------------------------------------------------------------------------------- |
| The Draco Trilogy: "Draco Dormiens", "Draco Sinister", e "Draco Veritas" (Harry Potter) |
| The Very Secret Diaries (O Senhor dos Anéis)                                            |